# British Chess Magazine
 (juillet 2025).
Pour les articles homonymes, voir BCM.
Le British Chess Magazine est le plus ancien magazine du monde consacré aux échecs encore existant. Publié en janvier 1881, ce mensuel a toujours été publié depuis lors, même pendant les deux conflits mondiaux. Il est souvent connu dans le monde échiquéen par ses initiales BCM.
Son fondateur et premier rédacteur était John Watkinson (1833-1923). Ce dernier avait auparavant publié le Huddersfield College Magazine, magazine qui annonçait le BCM. Dès le début, le British Chess Magazine couvrait les échecs mondiaux et pas seulement la Grande-Bretagne.
BCM est un magazine indépendant. Il n'est pas la propriété ni dirigé par la British Chess Federation (aujourd'hui connue sous le nom English Chess Federation) dont la proximité des noms peut prêter à confusion.

## Rédacteurs en chef
- John Watkinson (1833-1923), rédacteur et fondateur 1881-1887
- Robert Frederick Green (1856-1925), rédacteur 1888-1893.
- Isaac McIntyre Brown (1858-1934), rédacteur 1894-1920.
- Richard Clewin Griffith (1872-1955), rédacteur 1920-1937, et quelques mois en 1940.
- Harry Golombek (1911-1995), rédacteur 1938-1940, maître international.
- Julius du Mont (1881-1956), rédacteur 1940-1949.
- Brian Patrick Reilly (1901-1991), rédacteur 1949-1981.
- Bernard Cafferty (né en 1934), rédacteur 1981-1992, Maitre FIDE.
- Murray Chandler (né en 1960), rédacteur 1992-1999, grand maître international.
- John Saunders (né en 1953), rédacteur depuis 1999 (2007).

## Source
- (en) Cet article est partiellement ou en totalité issu de l’article de Wikipédia en anglais intitulé « British Chess Magazine » (voir la liste des auteurs).